# Uittienia
Genre
Espèce
Synonymes
Dialium modestum (Steenis) Steyaert (1953)
Uittienia est un genre de plantes à fleurs de la  famille des Fabaceae (Leguminoseae) et de la sous-famille des  Dialioideae. Il ne comprend qu'une seule espèce, Uittienia modesta. C'est un genre monotypique.
Le nom a été publié d'abord en 1948 par C. Steenis. En 1953, R.L. Steyaert propose la création du sous-genre Uittienia au sein du genre Dialium. Cependant, selon Plants of the World Online, le genre est accepté, le sous-genre devient un synonyme.. Selon ce site, U. modesta est un arbre trouvé à Bornéo et à Sumatra. Il pousse en milieu tropical humide.

## Publication originale
- Steenis Bull. Jard. Bot. Buitenzorg ser. 3. 17: 416. (1948).